# Mars Hill
Mars Hill is een plaats (town) in de Amerikaanse staat North Carolina, en valt bestuurlijk gezien onder Madison County.

## Demografie
Bij de volkstelling in 2000 werd het aantal inwoners vastgesteld op 1764.
In 2006 is het aantal inwoners door het United States Census Bureau geschat op 1813, een stijging van 49 (2,8%).

## Geografie
Volgens het United States Census Bureau beslaat de plaats een oppervlakte van
5,0 km², geheel bestaande uit land. Mars Hill ligt op ongeveer 725 m boven zeeniveau.

## Plaatsen in de nabije omgeving
De onderstaande figuur toont nabijgelegen plaatsen in een straal van 28 km rond Mars Hill.